# Reinhard Stockmann
Reinhard Stockmann (* 25. April 1955 in Bürstadt) ist ein deutscher Soziologe und hatte von 1997 bis 2021 den Lehrstuhl für Soziologie an der Universität des Saarlandes inne. Seitdem ist er dort als Seniorprofessor tätig. Er ist der Gründer und Direktor des Centrums für Evaluation (CEval) an der Universität des Saarlandes, Leiter eines deutschsprachigen und eines weltweit nachgefragten englischsprachigen Masterstudiengangs Evaluation. Er ist Mitbegründer und geschäftsführender Herausgeber der Zeitschrift für Evaluation und Gründungsmitglied der Gesellschaft für Evaluation (DeGEval). Er hat mehrere hundert Evaluationen durchgeführt und beschäftigt sich seit über 30 Jahren mit Theorie und Methoden der Evaluationsforschung. Er veröffentlichte über 50 Bücher und 300 Artikel zu den Themen Evaluation, Qualitätsentwicklung, Entwicklungspolitik und -zusammenarbeit, berufliche Bildung, Umwelt, Soziologie etc. Zahlreiche seiner Lehrbücher und Monographien wurden in sechs Sprachen übersetzt. Stockmann hat an folgenden ausländischen Universitäten gelehrt: King Mongkut’s Institute of Technology, Bangkok (Thailand); Peking University (VR China); Higher School of Economics, Moskau (Russland); Universidad de Costa Rica, San José (Costa Rica); Pontifical Catholic University of Ecuador, Quito (Ecuador); Tongji University, Shanghai (VR China) und Universität Bern (Schweiz).

## Leben
Stockmann studierte zwischen 1976 und 1982 an der Universität Mannheim die Fächer Soziologie, Sozialpsychologie, Zeitgeschichte und Politische Wissenschaften. Sein Studium schloss er mit einem Diplom in Soziologie ab. Ab 1983 war Stockmann wissenschaftlicher Mitarbeiter am Lehrstuhl für Methoden der empirischen Sozialforschung und angewandte Soziologie an der Universität Mannheim und Mitarbeiter im Forschungsprojekt „Vergleichende Analysen der Sozialstruktur mit Massendaten“. Er promovierte 1986 über das Thema Gesellschaftliche Modernisierung und Betriebsstruktur (summa cum laude) und habilitierte sich 1995 für eine Lehrberechtigung im Fach Soziologie. Die Habilitationsschrift ist eine Ex-Post-Evaluation zur Wirksamkeit der Entwicklungshilfe. Nach seiner Promotion arbeitete Stockmann 1986/1987 als Referent im Bundesministerium für wirtschaftliche Zusammenarbeit und Entwicklung. Er war für die bilaterale Zusammenarbeit mit den Staaten Venezuela, Kolumbien, Panama und Mexiko zuständig. Im Oktober 1987 kehrte Stockmann als wissenschaftlicher Assistent am Lehrstuhl für Methoden der empirischen Sozialforschung und angewandte Soziologie an die Universität Mannheim zurück, bis er 1995 die Vertretung einer Professur für Soziologie an der Universität des Saarlandes übernahm. Zusätzlich wurde er 1996 zum Hochschuldozenten an der Universität Mannheim ernannt. Von Januar 1997 bis März 2021 hatte Stockmann als C4-Professor den Lehrstuhl für Soziologie inne und leitete das Institut für Soziologie.

## Forschungsschwerpunkte
Stockmanns Forschungsschwerpunkte umfassen Soziologie und Politik der Entwicklungsländer, die Entwicklungszusammenarbeit, Bildungs-, Arbeits- und Organisationssoziologie sowie Theorien und Methoden der Evaluationsforschung und Professionalisierung der Evaluation. Neben der Durchführung von Evaluationsprojekten entwickelte und implementierte Stockmann Monitoring- und Evaluationssysteme für Entwicklungszusammenarbeitsprojekte in Ländern Afrikas, Asiens und Lateinamerikas.
Er gründete 2002 an der Universität des Saarlandes das Centrum für Evaluation (CEval), dessen Direktor er seitdem ist. Das CEval führt Evaluationen in verschiedenen Politikfeldern im In- und Ausland durch, entwickelt Theorien und Methoden der Evaluation weiter und ist weltweit im Evaluation Capacity Building engagiert. Seit 2001 ist er zudem Herausgeber der Reihe „Sozialwissenschaftliche Evaluationsforschung“ im Waxmann Verlag und seit 2002 Mitbegründer und geschäftsführender Herausgeber der Zeitschrift für Evaluation. Unter maßgeblicher Beteiligung von Stockmann wurde von der Universität des Saarlandes und der Hochschule für Technik und Wirtschaft des Saarlandes der hochschulübergreifende interdisziplinäre Studiengang Master Evaluation (MEval) entwickelt und im Wintersemester 2004/05 an der Universität des Saarlandes als erster Evaluationsstudiengang in Deutschland eingeführt. Stockmann ist zudem Gründungsmitglied der Gesellschaft für Evaluation (DeGEval) (1997) und war über Jahre hinweg Leiter verschiedener DeGEval-Arbeitskreise (u. a. „Evaluation von Entwicklungspolitik“). Unter seiner Federführung wurde der englischsprachige Masterstudiengang Evaluation (MABLE) entwickelt, den die Universität des Saarlandes und das Distance and Independent Studies Center (DISC) seit dem Sommersemester 2018 anbieten. Im Rahmen zahlreicher Hochschulpartnerschaften hat er den Aufbau und die Weiterentwicklung von Evaluationsstudiengängen u. a. in Uganda, Costa Rica und Ecuador unterstützt. Im Jahr 2011 gründete er zusammen mit Stefan Silvestrini die CEval GmbH.

## Veröffentlichungen (Auswahl)
- Gesellschaftliche Modernisierung und Betriebsstruktur. Die Entwicklung von Arbeitsstätten in Deutschland 1875-1980. Frankfurt/New York: Campus Forschung. (Dissertation), 1987, ISBN 978-3593338125
- Die Nachhaltigkeit von Entwicklungsprojekten: eine Methode zur Evaluierung am Beispiel von Berufsbildungsprojekten. Westdt. Verlag, Opladen, 1992, ISBN 3-531-12404-8
- mit Wolf Gaebe: Hilft die Entwicklungshilfe langfristig? Bestandsaufnahme zur Nachhaltigkeit von Entwicklungsprojekten. Opladen: Westdeutscher Verlag, 1993, ISBN 978-3531124872
- Die Wirksamkeit der Entwicklungshilfe: eine Evaluation der Nachhaltigkeit von Programmen und Projekten der Berufsbildung. Westdt. Verlag, Opladen, 1996, ISBN 3-531-12863-9
- mit René Leicht: Implementationsbedingungen eines kooperativen Ausbildungssystems in Ägypten. Berlin: Overall Verlag, 1996, ISBN 3-925961-20-8 [übersetzt in arabische Sprache]
- Die Wirksamkeit der Entwicklungshilfe. Opladen: Westdeutscher Verlag. (Habilitationsschrift), 1996, ISBN 978-3531128634 [übersetzt in englische und spanische Sprache]
- mit Wolf-Dietrich Greinert, Werner Heitmann und Brunhilde Vest: Vierzig Jahre Berufsbildungszusammenarbeit mit Ländern der Dritten Welt. Die Förderung der beruflichen Bildung in den Entwicklungsländern am Wendepunkt? Baden-Baden: Nomos Verlag, 1997, ISBN 978-3789046681
- mit Uwe Kohlmann: Transferierbarkeit des dualen Systems: eine Evaluation dualer Ausbildungsprojekte in Entwicklungsländern im Rahmen des GTZ-Projekts "Strategien zur Einführung der dualen Berufsausbildung". Overall Verlag, Berlin, 1998, ISBN 3-925961-26-7
- mit Wolfgang Meyer, Stefanie Krapp und Godehard Koehne: Wirksamkeit deutscher Berufsbildungszusammenarbeit. Ein Vergleich zwischen staatlichen und nichtstaatlichen Programmen in der Volksrepublik China. Opladen: Westdeutscher Verlag, 2000, ISBN 978-3-322-87332-3
- mit Wolfgang Meyer, Uwe Kohlmann, Hansjörg Gaus, Julia Urbahn: Nachhaltige Umweltberatung. Bd. 2 der Reihe „Sozialwissenschaftliche Evaluationsforschung“. Opladen: Leske + Budrich, 2001, ISBN 978-3810029072
- mit Wolfgang Meyer und Thomas Knoll: Soziologie im Wandel. Universitäre Ausbildung und Arbeitsmarktchancen in Deutschland. Opladen: Leske & Budrich, 2002, ISBN 978-3-322-97520-1
- mit Klaus-Peter Jacoby, Vera Schneider und Wolfgang Meyer: Umweltkommunikation im Handwerk: Bestandsaufnahme – vergleichende Analyse – Entwicklungsperspektiven. Bd. 4 der Reihe „Sozialwissenschaftliche Evaluationsforschung“. Münster: Waxmann, 2005, ISBN 978-3-8309-1554-6
- Evaluation und Qualitätsentwicklung: eine Grundlage für wirkungsorientiertes Qualitätsmanagement. Waxmann, Berlin, München, Münster, New York, 2006, ISBN 3-8309-1621-3 [übersetzt in englische, spanische, chinesische und thailändische Sprache]
- Evaluationsforschung. Grundlagen und ausgewählte Forschungsfelder. Bd. 1 der Reihe „Sozialwissenschaftliche Evaluationsforschung“. Dritte Auflage, Münster: Waxmann, 2006, ISBN 978-3-8309-1734-2
- Handbuch zur Evaluation: eine praktische Handlungsanleitung. Waxmann, Berlin, München, Münster, New York, 2007, ISBN 978-3-8309-1766-3, [übersetzt in englische und spanische Sprache]
- mit Axel Borrmann: Evaluation in der deutschen Entwicklungszusammenarbeit. Band 1: Systemanalyse [übersetzt in englische Sprache]/Band 2: Fallstudien. Bd. 8 der Reihe „Sozialwissenschaftliche Evaluationsforschung“. Münster: Waxmann, 2009, ISBN 978-3-8309-2125-7
- mit Vera Hennefeld: Evaluation in Kultur und Kulturpolitik: eine Bestandsaufnahme. Waxmann, Berlin, München, Münster, New York, 2013, ISBN 978-3-8309-2819-5
- mit Stefan Silvestrini: Metaevaluierung Berufsbildung. Ziele, Wirkungen und Erfolgsfaktoren der deutschen Berufsbildungszusammenarbeit. Bd. 12 der Reihe „Sozialwissenschaftliche Evaluationsforschung“. Münster: Waxmann, 2013, ISBN 978-3-8309-2795-2
- mit Wolfgang Meyer: Evaluation. Eine Einführung. 2. überarbeitete Auflage. Leverkusen/Opladen: Barbara Budrich (UTB), 2014, ISBN 978-3-8252-8553-1 [übersetzt in chinesische, englische und spanische Sprache]
- mit Wolfgang Meyer: The Future of Evaluation. Global Trends, New Challenges and Shared Perspectives. New York: Palgrave Macmillan, 2016; ISBN 9781137376367
- mit Ulrich Menzel und Franz Nuscheler: Entwicklungspolitik. Theorien – Probleme – Strategien. München: Oldenbourg Wissenschaftsverlag, 2. überab. u. erw. Auflage, 2016, ISBN 978-3-486-71874-4
- mit Wolfgang Meyer: Die Zukunft der Evaluation. Trends, Herausforderungen, Perspektiven. Münster, New York: Waxmann, 2017; ISBN 978-3-8309-3708-1
- mit Wolfgang Meyer: Die Berufsbildungszusammenarbeit mit der VR China. Ein Langzeitvergleich. Münster, New York: Waxmann, 2017. ISBN 978-3-322-87332-3
- mit Wolfgang Meyer und Lena Taube: The Institutionalisation of Evaluation in Europe. New York: Palgrave Macmillan, 2020. ISBN 978-3-030-32283-0